# MILF
Pour les articles homonymes, voir MILF (homonymie) et Cougar (femme).

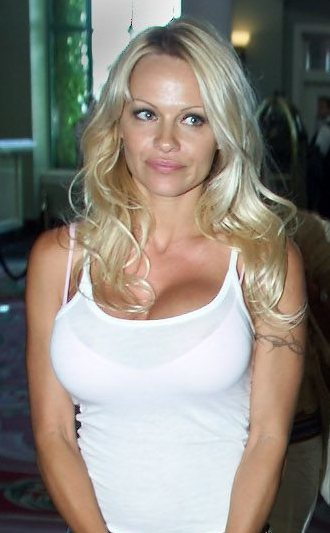
Pamela Anderson a été catégorisée comme « MILF » par de nombreux sites internet.

Une MILF est une mère de famille sexuellement attirante. Le terme est un acronyme qui en anglais signifie « Mother I'd Like to Fuck » (littéralement « mère que j'aimerais baiser »). En français européen l'acronyme peut être traduit par MBAB (« mère bonne à baiser »).
Le terme apparaît vers 1995 sur des forums américains. Il sert essentiellement à désigner un genre pornographique centré sur les femmes qui ont, le plus souvent, entre 32 et 50 ans. Les MILF peuvent même être de jeunes grands-mères, mais peuvent avoir des cheveux blancs. Dans les films X, la MILF est souvent incarnée par des actrices ayant une forte poitrine, faisant moins que leur âge et ayant souvent des scènes de sexe avec de jeunes hommes.

## Historique
Le terme MILF, popularisé en 1999 par le film American Pie, a été adapté en « MBAB » dans le doublage en France et en « MQAF » (mère que j'aimerais fourrer) au Québec. L'expression est prononcée par le personnage interprété par John Cho. Dans ce film, la MILF est la maman de Stifler, jouée par Jennifer Coolidge.

## Films X et actrices renommées

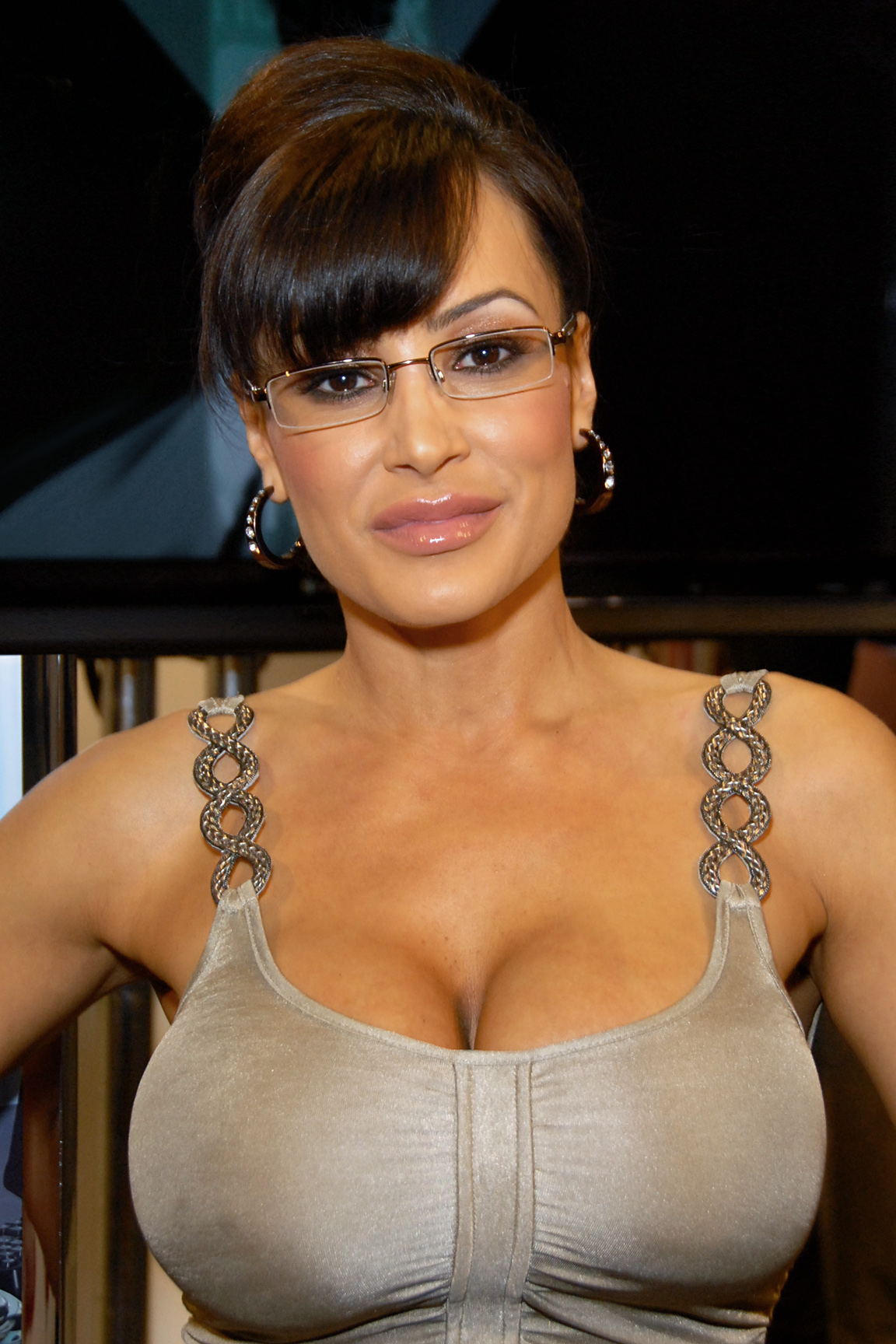
L'actrice de films pornographiques Lisa Ann déguisée en Sarah Palin à l'AVN Expo de Las Vegas, le 8 janvier 2010.

MILF est avant tout un terme et un style pornographique. Le terme, populaire dans les années 1990, a été repris dans les années 2000 par les professionnels du X. C'est l'ageplay, qui consiste à mélanger les personnes de différents âges. Les premiers films comportant le mot MILF dans le titre apparaissent dès 2003 avec MILF Money 1 et MILF Hunter 1.
Le magazine Playboy sort une édition spéciale consacrée aux MILF, intitulé Hot Housewives.
Comme studios de films X produisant beaucoup de films de ce style, on peut citer Reality Kings (États-Unis), Madonna studio (Japon) et Brazzers (Canada).
Depuis 2006, il existe parmi les XRCO Awards une récompense de la MILF Of The Year.
On peut citer notamment les actrices américaines Lisa Ann, Veronica Avluv, Alexis Fawx, Julia Ann, Darryl Hanah étant des MILFS.

## Comédie
En 2018, la comédienne Axelle Laffont a co scénarisé et réalisé le film français MILF dans lequel elle joue également.
Le film fut un échec au cinéma. Toutefois, la plateforme de vidéo à la demande Netflix l'intègre, en juillet 2020, dans son catalogue américain où il atteint la 5e place du top 10 de la catégorie « contenus originaux ».